# Ida Kühnel
Pour les articles homonymes, voir Kühnel.
Ida Kühnel, née le 22 avril 1920 à Munich et morte le 20 juillet 1999 à Munich, était une athlète allemande. Elle a remporté le titre en relais 4 × 100 m aux championnats d'Europe de 1938 avec ses compatriotes Josefine Kohl, Käthe Krauß et Emmy Albus avec un temps de 46 s 8. Elle terminait encore cinquième sur 100 m.
Ida Kühnel faisait partie du MTV 1879 München.

## Palmarès

### Championnats d'Europe d'athlétisme
- Championnats d'Europe d'athlétisme de 1938 à Vienne ( Allemagne)
  - 5e sur 100 m
  -  Médaille d'or en relais 4 × 100 m

### Championnats d'Allemagne
- Médaille d'or sur 100 m en 1939 et 1941
- Médaille de bronze sur 100 m en 1942 et 1943

## Sources
- (de) Cet article est partiellement ou en totalité issu de l’article de Wikipédia en allemand intitulé « Ida Kühnel » (voir la liste des auteurs).